# Molophilus pauper
Molophilus pauper là một loài ruồi trong họ Limoniidae. Chúng phân bố ở miền Cổ bắc.